# Sally Gap
Sally Gap est un des deux cols traversant les montagnes de Wicklow d'est en ouest, qui culmine à 498 mètres d'altitude, ce qui en fait le plus haut col routier du pays, dans le comté de Wicklow en Irlande. Il est emprunté par la route R759 et traversé par l'ancienne route militaire R115.